# Juha Viitala
Juha Viitala, född 1976, är en finländsk politiker (Socialdemokraterna). Han är ledamot av Finlands riksdag sedan 2023.
Viitala blev invald i riksdagsvalet 2023 med 4 238 röster från Satakunta valkrets.